# Euptychia ithama
Euptychia ithama är en fjärilsart som beskrevs av Butler 1869. Euptychia ithama ingår i släktet Euptychia och familjen praktfjärilar. Inga underarter finns listade i Catalogue of Life.